# Lars Iversen
Lars Iversen er en dansk sangskriver, musikproducer, bassist og initiativtager til bandene NU, Rubber Kizz og The Asteroids Galaxy Tour.
Med NU udgav Iversen albummet Alphabravoshockpopdisco på pladeselskabet Universal i 2003.
The Asteroids Galaxy Tour udgav i 2008 "The Sun Ain't Shining No More" og i 2009 singlen "Around the Bend", der også blev brugt i en verdensomspændende kampagne for computerfirmaet Apple's iPod Touch.

## Singler
- "Any Other Girl" (NU, 2003)
- "Here I Am" (Rubber Kizz, 2004)
- "The Sun Ain't Shining No More" (The Asteroids Galaxy Tour, 2008/09).
- "Around The Bend" (The Asteroids Galaxy Tour, 2008/09).